# Uhlorchestia spartinophila
Uhlorchestia spartinophila is een vlokreeftensoort uit de familie van de Talitridae. De wetenschappelijke naam van de soort is voor het eerst geldig gepubliceerd in 1986 door Bousfield & Heard.